# Musée Dura
Le Musée Dura (en arabe : متحف دورا) est un musée archéologique situé au cœur de la ville de Dura (Hébron), dans le Gouvernorat de Hébron , au sud de la Cisjordanie.

## Histoire
Le musée a été créé par la municipalité de Dura en 2009 avec le soutien du ministère palestinien du Tourisme et des Antiquités et de l'UNESCO.

## Antiquités

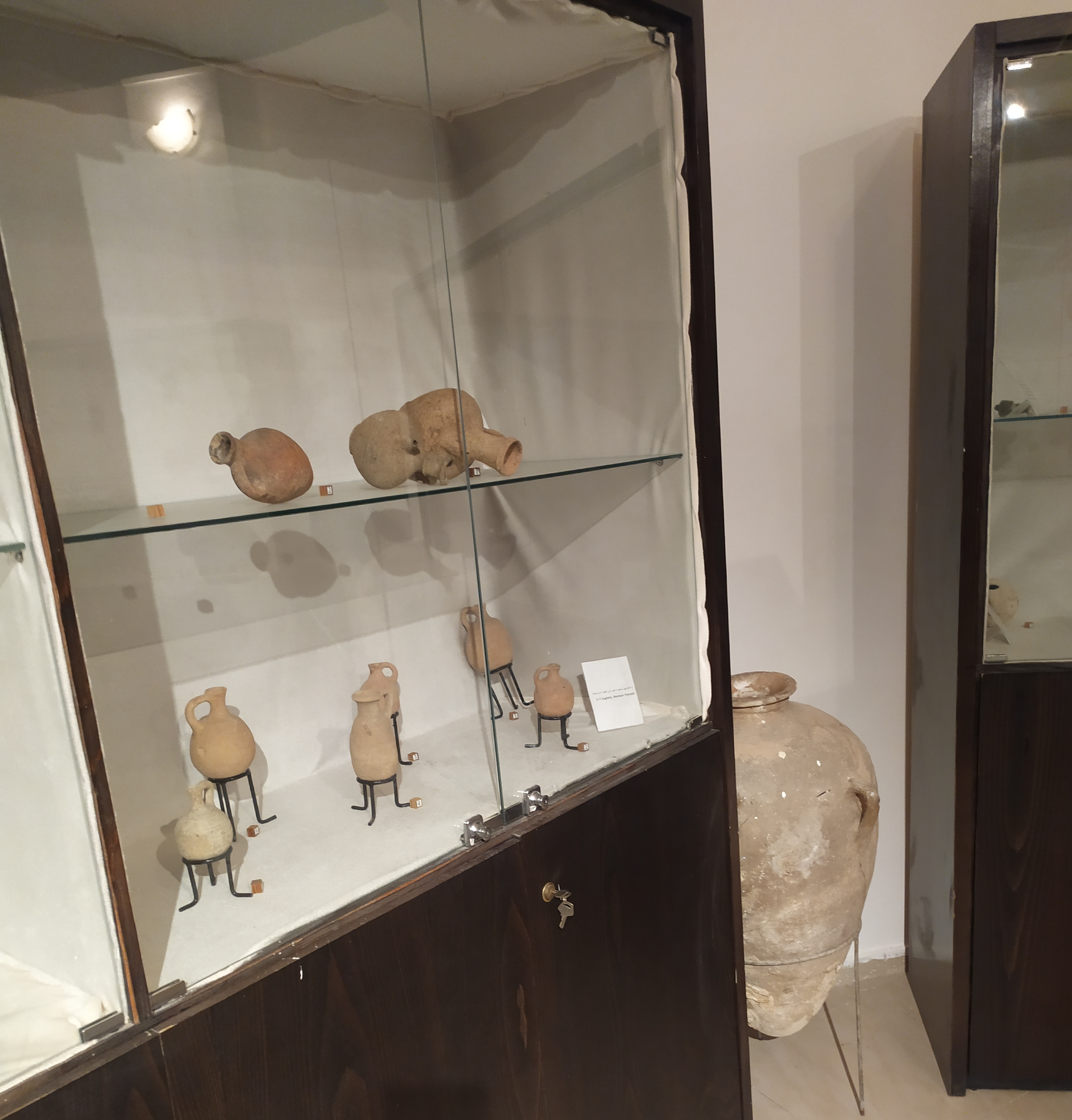
Musée Dura

Le musée abrite des milliers d'objets et vise à sensibiliser les générations futures à l'importance du patrimoine et à préserver la mémoire palestinienne.